# Botniabanan
Botniabanan er en jernbanestrækning i Ångermanland og Västerbotten i det nordlige Sverige. Banen løber langs kysten af Den Botniske Bugt fra Ångermanälven nord for Kramfors flyveplads, via Örnsköldsvik  og Nordmaling til Umeå. Botniabanan udgør sammen med de eksisterende Ådalsbanan og Ostkustbanan en hurtigere forbindelse mellem byerne ved Norrlandskysten og de mere sydlige dele af Sverige, blandt andre Stockholm. De øvrige jernbaneforbindelser til Umeå og andre nordnorrlandske kystbyer går via sidebaner til hovedbanen gennem øvre Norrland, som løber et stykke inde i landet.
Banen omfatter 190 kilometer elektrificeret jernbane, 140 broer og 25 kilometer tunnel. Banen blev indviet den 28. august 2010, men de 26 kilometer mellem Örnsköldsvik og Husum blev åbnet for godstrafik i oktober 2008. Omkostningerne beregnedes til 15 milliarder SEK. Banen er enkeltsporet, men er forsynet med 22 vigespor. Det maksimale akseltryk er 25 tons og den maksimale hastighed 120 km/t for godstog og op til 250 km/t for persontog.

## Ekstern henvisning
- Wikimedia Commons har flere filer relateret til Botniabanan
- Officiel hjemmeside
- Officielt websted Arkiveret 22. december 2007 hos  Wayback Machine

| Jernbane | Spire Denne jernbaneartikel er en spire som bør udbygges. Du er velkommen til at hjælpe Wikipedia ved at udvide den. |